# Donji Kukuruzari
Donji Kukuruzari (Servisch: Доњи Кукурузари) is een gemeente in de Kroatische provincie Sisak-Moslavina.
Donji Kukuruzari telt 2830 inwoners. De oppervlakte bedraagt 114 km², de bevolkingsdichtheid is 24,8 inwoners per km².
Steden (gradovi): Sisak · Glina · Hrvatska Kostajnica · Kutina · Novska · Petrinja

Gemeenten (općine): Donji Kukuruzari · Dvor · Gvozd · Hrvatska Dubica · Jasenovac · Lekenik · Lipovljani · Majur · Martinska Ves · Popovača · Sunja · Topusko · Velika Ludina